# Osborn Bergin
Osborn Joseph Bergin (* 26. November 1873 in Cork; † 6. Oktober 1950 in Dublin) war ein irischer Sprachwissenschaftler und einer der bedeutendsten Keltologen. In seinen Forschungen beschäftigte er sich vor allem mit der irischen Sprache und der altirischen Literatur.
Bergin studierte Keltologie zuerst bei Heinrich Zimmer an der Friedrich-Wilhelms-Universität (jetzt die Humboldt-Universität) von Berlin und später bei Rudolf Thurneysen an der Universität von Freiburg im Breisgau, wo er sich 1906 habilitierte. Danach kehrte er nach Irland zurück und lehrte an der School of Irish Learning und dem University College Dublin.
Nach ihm ist Bergins Gesetz benannt.